# Бортник, Шандор
Шандор Бортник (венг. Sándor Bortnyik; 3 июля 1893, Тыргу-Муреш, Трансильвания, Австро-Венгрия (ныне Румыния) — 31 декабря 1976, Будапешт) — венгерский художник, график и плакатист, педагог. Ректор Будапештской академии изобразительных искусств (1949—1956, с 2001 г. — Венгерский университет изобразительных искусств). Лауреат Национальной премии имени Ко́шута (1973).

## Биография
Окончил училище в родном городе. начал заниматься плакатным искусством. В 1910 был приглашён на работу художником-оформителем (графическим дизайнером) на парфюмерную компанию в Будапешт.
С 1913 г. учился в школе живописи у Йожефа Рипль-Ронаи, позже у Янош Васари.
После 1919 г. эмигрировал в Вену, а в 1922 г. переехал в Веймар, был связан с Баухаузом.
Вернувшись в Венгрию основал художественную школу, продолжавшую традиции Баухауза.
В 1930 г. был одним из основателей Венгерского общества книжных художников-иллюстраторов.
С 1948 г. — профессор Академии художеств в Будапеште.
В 1949—1956 годах был ректором Венгерской Академии изобразительных искусств художеств (Moholy-Nagy Művészeti Egyetem).

## Творчество
Творчество Ш. Бортника, в значительной степени, сформировалось под влиянием кубизма, экспрессионизма и конструктивизма.
В 1917—1919 создал ряд футуристических экспрессионистских произведений революционной тематики («Красный локомотив», «Красный май»). После окончания Второй мировой войны заинтересовался соцреализмом. До конца жизни оставался художником, преданным политике властей в области коммунистического искусства.
Ш. Бортник хорошо известен своими коммерческими плакатами. За свою долгую творческую карьеру работал со многими венгерскими и международными клиентами.
Работы Ш. Бортника хранятся ныне в Муниципальной галерее Будапешта, музее им. Януса Паннониуса (Печ), Венгерской национальной галерее (Будапешт), Национальной библиотеке им. Сечени (Будапешт), музее Тиссена (Мадрид),
Музей современного искусства (Нью-Йорк),
Художественной галерее Йельского университета и др.

## Награды и премии
- Золотая медаль ВНР (1950)
- Премия имени Мункачи (1955)
- Заслуженный деятель искусств (1956)
- Премия за выдающийся вклад в развитие культуры ВНР (1970)
- Государственная премия имени Кошута (1973)